# Reator D2G

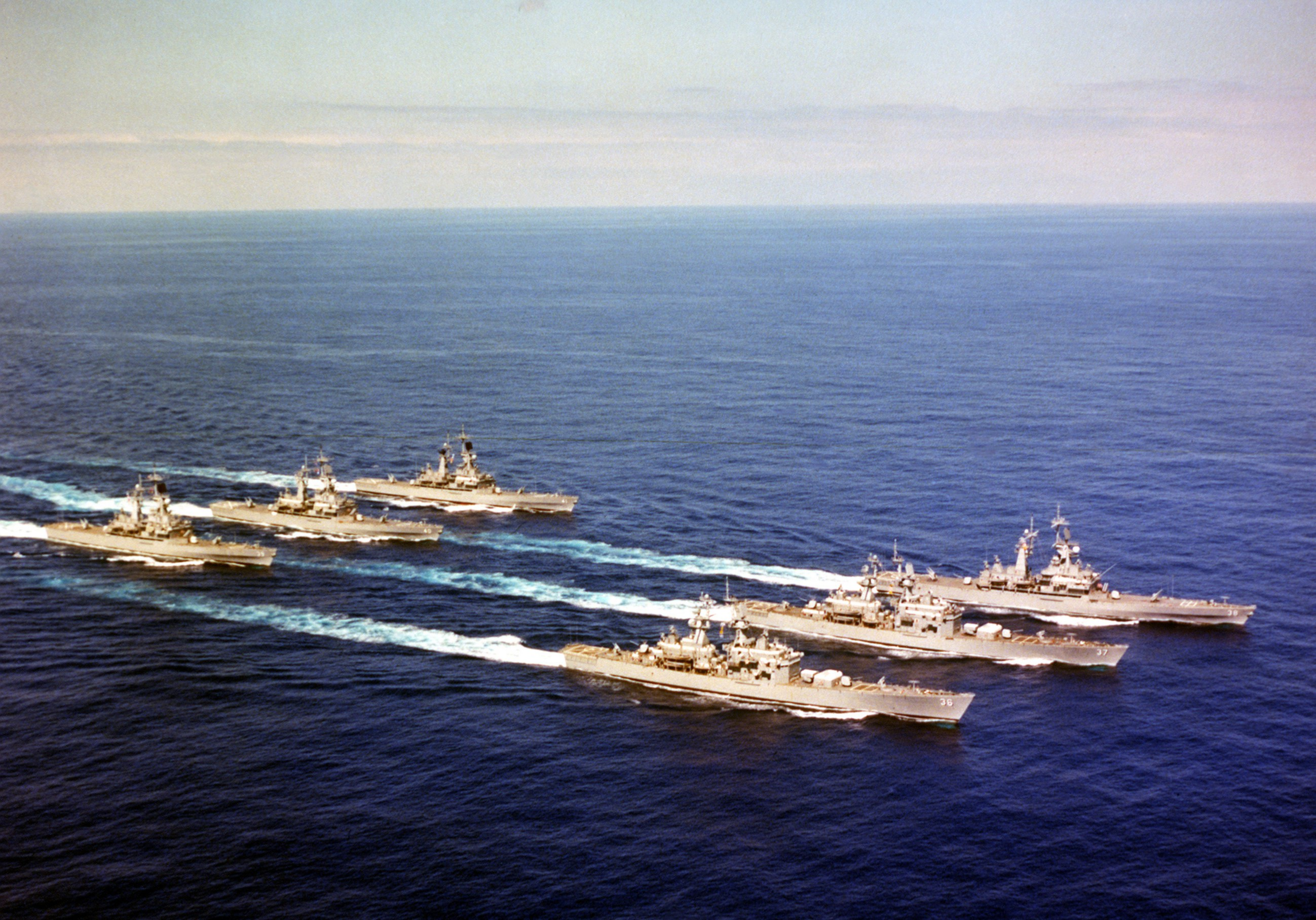
Seis dos oito navios equipados com reatores D2G: unidades da Classe California e Virginia. Da esquerda a direita : USS Texas, USS Mississippi, USS Arkansas, USS California, USS South Carolina e USS Virginia.

O reator D2G foi um reator naval utilizado pela Marinha dos Estados Unidos para fornecer geração de eletricidade e propulsão em navios de guerra.  D2G significa:
- D = Reator utilizado em destroyer (contratorpedeiro)
- 2 = Segunda geração de reator projetado pelo contratante
- G = General Electric, o designer contratado

## História
Este modelo de reator nuclear foi instalado nas classes de cruzadores de mísseis guiados Bainbridge, Truxtun, Califórnia e Virgínia. O único cruzador com propulsão nuclear da Marinha dos Estados Unidos que não dispõe de um reator nuclear D2G foi o primeiro cruzador nuclear do mundo, o USS Long Beach (CGN-9), que usou um C1W reator.
Sabe-se que os reatores que o USS Bainbridge usou foram reabastecido três vezes e os do USS Truxtun foram reabastecido duas vezes.

## Funcionamento
As classes Bainbridge, Truxtun, Califórnia e Virgínia usavam dois D2G reatores, cada um com potência térmica térmica máxima de 148 MW, com duas turbinas a vapor que acionavam dois eixos, cada um gerando entre 22 MW e 26 MW. Cada D2G tinha 37 pés (11 m) de comprimento, 31 pés (9,4 m) de largura e pesava 1.400 toneladas (1.400 toneladas longas ou 1.500 toneladas curtas). Um reator se localizava na popa do casco e o outro na frente. Os reatores da Classe California foram substituídos por D2W reatores, ambos com potência de 165 MW, no início dos anos 90.